# ケンタウロスの伝説
『ケンタウロスの伝説』（ケンタウロスのでんせつ）は、原作：オサム（大竹オサム）、脚色・作画：御厨さと美による日本の漫画作品である。

## 概要
本作は、『週刊プレイボーイ』（集英社）に連載された（1981年）漫画、ならびにこれを原作とした1985年制作の劇場用アニメ作品である。2輪レーサーだった兄を持つ主人公の箱崎健が横浜でボス、レディ、アーサーをはじめとするバイク集団「ケンタウロス」と知り合い、自らもレーサーへの道をたどっていく。アニメは約95分の作品で、総監督は実写監督の石井輝男である。石井がアニメ作品の監督に参加するのは、『惑星ロボ ダンガードA対昆虫ロボット軍団』以来数年ぶりである。なお、アニメ版では主人公の姓名が「篠崎健」と改められている。
実在のモーターサイクルクラブ「ケンタウロス」を大竹オサムが取材して原作を書き、ケンタウロスのメンバーで漫画の登場人物にもなっている杉崎が一部監修を担当した。このため、登場人物はボス（本名は飯田繁男、実際は大将と呼ばれる）以下、漫画に登場するケンタウロスのメンバーについては、箱崎兄弟はケンタウロスの象徴的に作りあげられた架空のキャラクター、あかねも架空の人物、それ以外は実在する人物、もしくは実在した人物である。

## あらすじ
ハマ（横浜）の本牧埠頭の港湾で働く鷺山のケン坊こと箱崎健はいかす女性のライダーを追いかけたが転倒してしまった。そこに現れた男たちの背中に「KÉNTAUROS」の文字を見た。
ケンタウロスに触れ、ボスやアーサー、そして謎のある女性レディに接していくうちにライダーの心に触れていく健は、兄箱崎修二のレース中の事故死という過去を乗り越えて2輪レーサーを目指して成長していくのであった。

## 登場人物

### 主人公とその周辺
箱崎健（はこざき けん）
横浜本牧埠頭で港湾の仕事している大学受験浪人。「鷺山のケン坊」の通り名でハマ（横浜）の暴走族ではちょっとした顔である。兄箱崎修二の後を追いたくないがため暴走族まがいの走り方ばかりしていたが、ケンタウロスのメンバーであるアーサーなどに感化されて「スピードのむこうがわをみたくて」レーシングライダーになる。レーサーのゼッケンは兄と同じ28番。レーサーはTZ-250（77年型）トガシスペシャル。普段の愛車はカワサキのZ400FXだがアーサーとの本牧ふ頭でのキンレースで海に沈没。
あかね
ハンバーガーショップでバイトをしている女の子で健の彼女。健がレディに目移りしているのにもかかわらず献身的に応援する。
箱崎修二（はこざき しゅうじ）
健の兄で2輪レーサー。努力型のレーサーで雨中のレースで実力を示しかけたところで転倒して事故死し、レース関係者の間で伝説となっていた。レディの元恋人でもある。ゼッケンは28。
富樫（とがし）
2輪修理工場トガシエンジニアリングを経営する。メカニックとして箱崎修二、健兄弟のレーサーをチューンした。箱崎健の2輪レースのコーチでもある。

### ケンタウロスのメンバー
ボス
横浜でモーターショップ「ケンタウロス」のオーナーかつチーム「ケンタウロス」のボス。ひげが濃く太めで一見明るいが怒るときつい目つきになる。暴走族まがいのレーサーだった健に兄の思い出を汚すくらいならオートバイに乗るなと意見し、結果として健のレーサーへの道を開く。脱走兵だったアーサーをいろいろな形で保護し、アーサーの最終レースを完走させた。愛車はホンダの大型。実在の人物。
アーサー
主人公の一人。元アメリカ海軍第7艦隊の技術兵曹でベトナム戦争に参加した。物語の10年前に横浜で脱走をして以来脱走兵としてアメリカのMPに追われる身である。レーサー仲間の中ではクレイジー・アーサーと呼ばれている。健とはレディを奪い合うなどぶつかりながらも友情を培った。愛車はヤマハの゜ミッドナイトスペシャル”だが途中でMPの警戒をかわすためにボスの用意したヤマハのXJ-400に乗り換えた。レーサーはヤマハのTR-3 。
レディ
謎を含んだ女として健の前に現れ彼をひきつける。実は健の兄である修二の元恋人で、修二が事故死した後バイクに乗り始めてケンタウロスのメンバーになった。愛車はヤマハのRZ250。
杉崎
健と同じ本牧の港湾で働くので健と仲良しになった。実在の杉崎は本作の監修を手伝っている。
イージー
本職は新聞記者。その怪力で曲がったハンドルを素手で直すことも出来る。
キム
通称「全開のキム」その高速運転でアーサーを追ったMPを罠にはめて海へ落とした。

## 単行本
集英社・プレイボーイコミックスより全2巻で刊行
1. うまくやんなよ 横浜暴走ストーリー：初版1981年08月25日 ISBN 978-4-0885-7048-8
2. 笑って全開 横浜ライダー イン ザ ナイト:初版1981年10月25日 ISBN 978-4-0885-7049-5

## アニメ映画
1985年制作。なお、劇場公開は諸事情により行われず1987年12月21日に映像ソフトとして日の目を見ることとなった。

### ストーリー
バイクレーサーの兄、修二をレース中の事故で亡くした篠崎健は悲しみと怒りで自暴自虐な生活をしていた。偶然、とてつもないモーターサイクルチーム・ケンタウロスに出会う。彼らと共に長距離弾丸ツーリングをし、レディと呼ばれる美女に惹かれる。レディは、健がかつての恋人（修二）の弟であることを知り、レーサーに育て上げようと心に誓う。レディに心をよせるアーサーは、レディの心が健に傾くことに敵意をいだき、その決着をレースでつけようと挑発する。横浜を拠点として、日本全国にその名を知られたモーターサイクルチーム・ケンタウロスの伝説がここに語られる。

### スタッフ
- 企画・原案：MC（モーターサイクルクラブ）ケンタウロス ボス（飯田繁男）
- 原作：大竹オサム
- プロヂューサー：高橋澄夫
- 総監督：石井輝男
- 監督：山田勝久
- キャラクターデザイン・作画監督：窪秀巳
- 脚本：鳥海尽三
- 音楽：船山基紀
- 美術監督：勝又激
- 撮影監督：弘野正之
- 音響監督：松岡裕紀
- 編集：神谷信武、村本勝
- 原画：井口忠一、水越薫、なかじまちゅうじ、須田勝、古川達也、西島義隆、堀口元気、高岡喜一、大坪嘉清、遠藤麻美
- 動画：戸嶋剛司、桜井優、本山千代恵、吉丸信一郎、高橋秀喜、こむらとしあき、石地富司夫、小倉広通、梶浦伸一郎、原田正樹
- 演出助手：桜井利行
- 作監助手：後藤正行
- コンピューター動画・チェック：野口木ノ実
- 色彩設定：堀口吉雄
- 特殊効果：田中孝夫
- アニメーション制作：和光プロ

### メインキャスト
- ボス：上条恒彦
- レディ：浅野ゆう子
- 篠崎 健：井上和彦
- あかね：島津冴子
- 富樫：寺島幹夫
- アーサー：岩城滉一

## ケンタウロス
モデルとなった「ケンタウロス」は、1964年に飯田繁男と数名の仲間によって結成されたモーターサイクルクラブである。作画の御厨さと美はメンバーの1人である。御厨は（飯田から）メンバー用のチョッキを貰ったと述懐している。しかしそれと同時にこれはあくまでも飯田の好意によるもので、自身がメンバーの資格を有しているとは考えていないという趣旨の発言もしている。
主人公の箱崎健を除き、アーサー・クレイトン伍長、杉崎、キム、イージー、ボス（飯田）、アンコー等、漫画に登場した主要人物は全て実在する。レディーは実在した人物であるが実名は誰も知らず、原作やアニメの時代設定と違い過去に横浜において事故で故人となった女性を象徴的にキャラクターとして登場させた。また、横浜から神戸にある喫茶店「路地」までコーヒーを飲みに行くためだけに日帰りの高速ツーリングをする「600マイル・ブレンド」のエピソードも実話。モデルになった店は三宮の「茜屋珈琲店」。作中で、飯田は路地（＝茜屋珈琲店）のコーヒーを「ここまで走って来る価値がある」と評している。
ちなみに「600マイル・ブレンド」は当時の気合の入ったライダー達に流行っていたもので、こちら葛飾区亀有公園前派出所にもエピソードが登場した。